# Komáří hůrka
Komáří hůrka (807,4 metrů, německy Mückenberg, Mückentürmchen) je hora v Krušných horách, na kterou vede sedačková lanovka z Bohosudova, významného poutního místa nacházejícího se poblíž Teplic. Vrchol je významná dominanta hřebenu Krušných hor.

## Geomorfologie
Hora tvořená muskovit-biotitickou ortorulou s žilami granitového porfyru je význačným bodem geomorfologického okrsku Cínovecká hornatina (ve starším členění byla nejvyšším bodem tehdejší Nakléřovské vrchoviny). Má zaoblený vrchol a nesymetrické svahy se skalními útvary vytvořenými procesy zvětrávání.
Důlní činnost zanechala ve zdejší krajině nesmazatelné stopy. Komáří hůrka pod svým povrchem ukrývá řadu starých štol a v celém svahu pod ní je možné objevit pinky, zavalené doly a jiné pozůstatky po důlní činnosti. Památkově chráněná je Velká pinka severně od vrcholu kopce. Její plocha je asi 5 000 m² a hloubka dosahuje 75 metrů. Pro horníky byla na vrcholku postavena zvonice, odkud se do kraje oznamoval začátek a konec pracovní doby.
Východně ve vzdálenosti jednoho kilometru od vrcholu se nachází tzv. Unčínská karová deprese, ve které se nachází Kotelní jezírko.

## Hotel
Na vrcholu stojí hotel Komáří vížka s charakteristickou věží, podle které se místo nazývá. U hotelu je parkoviště zhruba pro deset automobilů. Vede k němu asfaltová silnice jako odbočka spojky mezi Horní Krupkou a Fojtovicemi.

## Fotogalerie

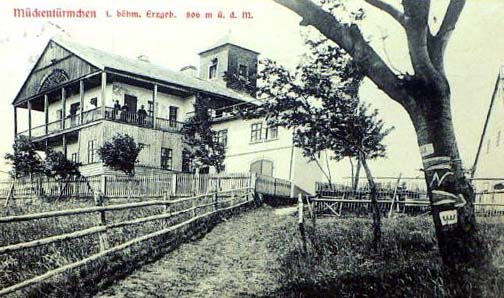
Pohled z roku 1908
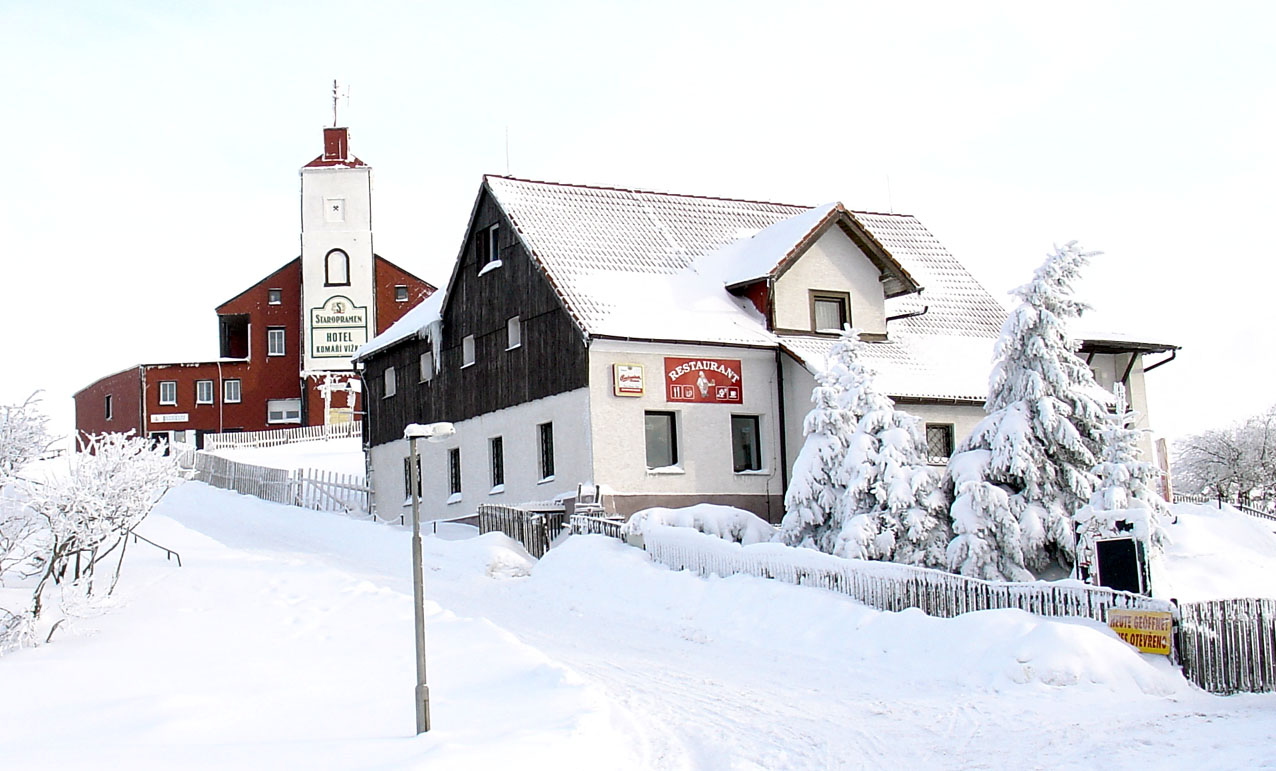
Komáří hůrka, v budově vlevo se nachází rozhledna
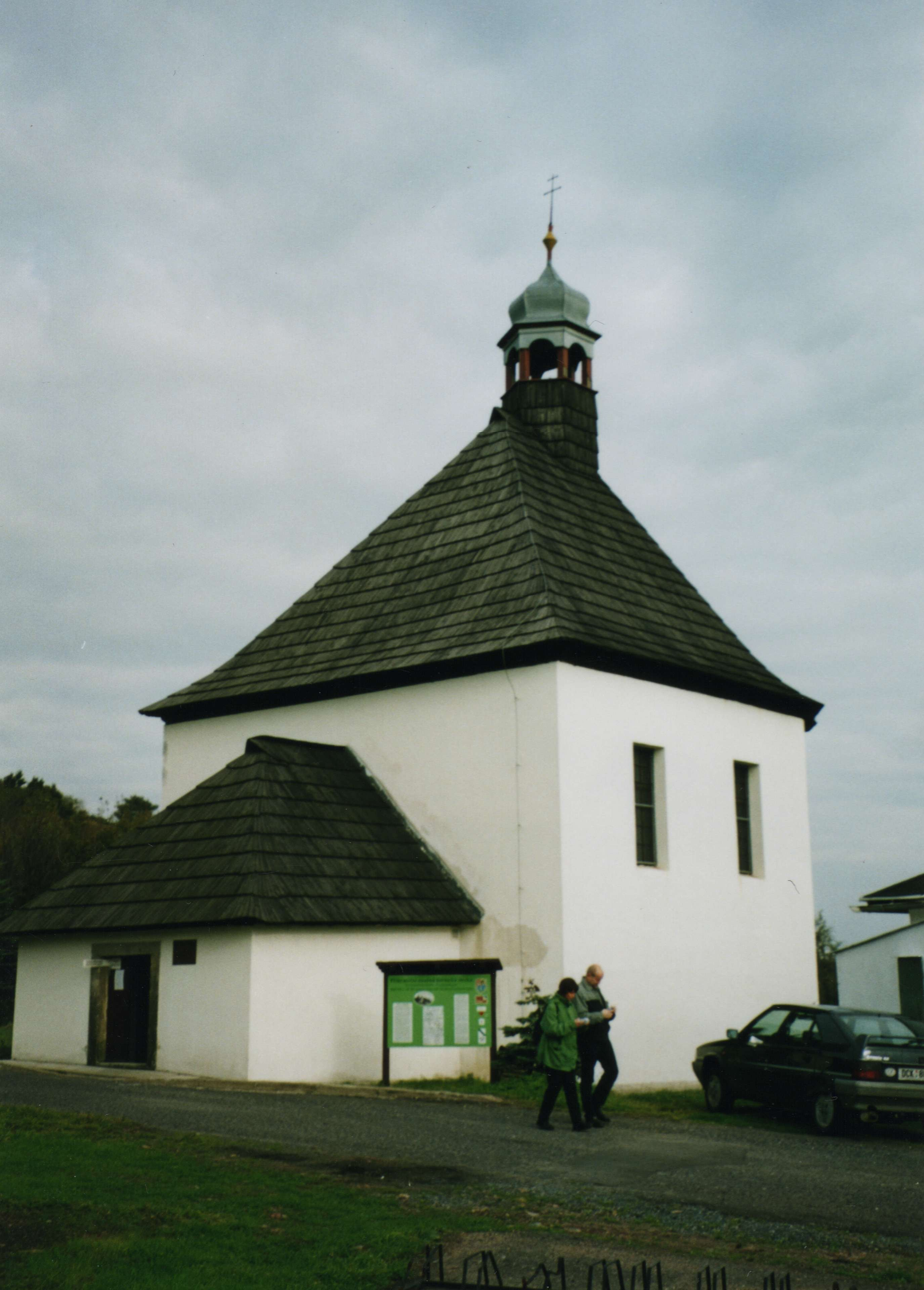
Kaple svatého Wolfganga pod Komáří vížkou
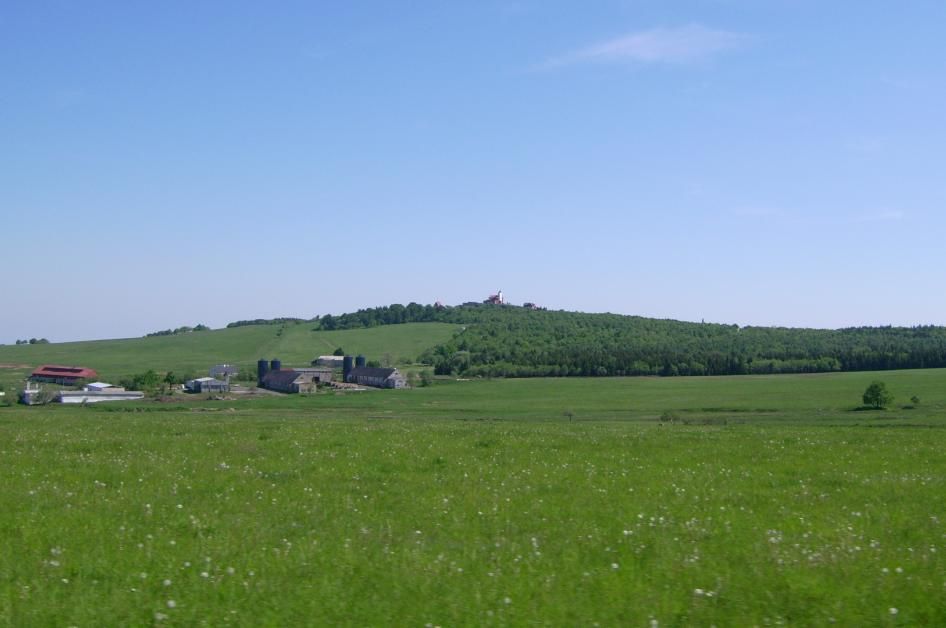
Komáří hůrka a Fojtovice